# Phumosia unicolor
Phumosia unicolor este o specie de muște din genul Phumosia, familia Calliphoridae. A fost descrisă pentru prima dată de Zumpt în anul 1951.
Este endemică în Madagascar. Conform Catalogue of Life specia Phumosia unicolor nu are subspecii cunoscute.